# James Bree (futbolista)
James Patrick Bree (Wakefield, Inglaterra, Reino Unido, 11 de diciembre de 1997) es un futbolista profesional inglés que juega como defensor para el Southampton F. C. de la EFL Championship de Inglaterra.

## Carrera

### Barnsley
Bree comenzó su carrera con el Barnsley e hizo su debut profesional el 3 de mayo de 2014 en la derrota por 3-2 frente al Queens Park Rangers, convirtiéndose en el segundo debutante más joven del club. Formó parte de la plantilla que consiguió el ascenso del Barnsley a la EFL Championship durante la temporada 2015-16.
Logrando el ascenso a la EFL Championship con facilidad, Bree atrajo la atención de los clubes más poderosos con sus impresionantes despliegues de ataque desde el lateral derecho, generando comparaciones con sus antiguos compañeros de categorías inferiores John Stones y Mason Holgate. El 21 de enero de 2017 comenzó a vincularse a Bree con el Aston Villa. La victoria por 3-2 contra el Leeds United sería su último partido para el club.

### Aston Villa
El 25 de enero de 2017, firmó un acuerdo de cuatro años y medio con el Aston Villa, por una cifra no revelada que Barnsley describió como "sustancial". Un día después, su compañero de equipo Conor Hourihane se uniría a él en el Villa Park firmando también contrato por tres años y medio.

### Luton Town (préstamo)
Tras un préstamo al Ipswich Town, donde jugaría 14 partidos, Bree se sumó nuevamente a partir de una cesión al Luton Town. Su primer partido en el actual club fue contra el Sheffield United el miércoles 20 de agosto.

## Estadísticas como jugador
Actualizadas al 20 de agosto de 2019
| Club                    | Temporada        | Liga             | Liga  | Liga  | FA Cup | FA Cup | League Cup | League Cup | Otro  | Otro  | Total | Total |
| Club                    | Temporada        | División         | Part. | Goles | Part.  | Goles  | Part.      | Goles      | Part. | Goles | Part. | Goles |
| ----------------------- | ---------------- | ---------------- | ----- | ----- | ------ | ------ | ---------- | ---------- | ----- | ----- | ----- | ----- |
| Barnsley                | 2013–14          | EFL Championship | 1     | 0     | 0      | 0      | 0          | 0          | —     | —     | 1     | 0     |
| Barnsley                | 2014–15          | EFL League One   | 11    | 0     | 0      | 0      | 1          | 0          | 2     | 0     | 14    | 0     |
| Barnsley                | 2015–16          | EFL League One   | 19    | 0     | 0      | 0      | 1          | 0          | 4     | 0     | 24    | 0     |
| Barnsley                | 2016–17          | EFL Championship | 19    | 0     | 2      | 0      | 1          | 0          | —     | —     | 22    | 0     |
| Aston Villa             | 2016-17          | EFL Championship | 7     | 0     | 0      | 0      | 0          | 0          | —     | —     | 7     | 0     |
| Aston Villa             | 2017-18          | EFL Championship | 6     | 0     | 1      | 0      | 2          | 0          | 1     | 0     | 10    | 0     |
| Aston Villa             | 2018–19          | EFL Championship | 8     | 0     | 1      | 0      | 2          | 0          | —     | —     | 11    | 0     |
| Ipswich Town (préstamo) | 2018-19          | EFL Championship | 14    | 0     | 0      | 0      | 0          | 0          | —     | —     | 14    | 0     |
| Luton Town (préstamo)   | 2019-20          | EFL Championship | 2     | 0     | 0      | 0      | 1          | 0          | —     | —     | 3     | 0     |
| Total de carrera        | Total de carrera | Total de carrera | 87    | 0     | 4      | 0      | 8          | 0          | 7     | 0     | 106   | 0     |

## Palmarés

### Títulos nacionales
| Título     | Club           | País       | Año     |
| ---------- | -------------- | ---------- | ------- |
| EFL Trophy | Barnsley F. C. | Inglaterra | 2015-16 |